# Seikō Yamanaka
Seikō Yamanaka (japanisch 山中 誠晃 Yamanaka Seikō; * 22. Januar 1989 in der Präfektur Kochi) ist ein japanischer Fußballspieler.

## Karriere
Yamanaka erlernte das Fußballspielen in der Schulmannschaft der Meitoku Gijuku High School. Seinen ersten Vertrag unterschrieb er 2007 bei JEF United Chiba. Der Verein spielte in der höchsten Liga des Landes, der J1 League. 2010 wechselte er zum Zweitligisten Fagiano Okayama. Für den Verein absolvierte er neun Ligaspiele. Danach spielte er bei Nangoku Kochi FC, Kochi U Torastar FC und KUFC Nankoku.